# Sistema de numeração decimal
O sistema decimal é um sistema de numeração de posição que utiliza a base dez.

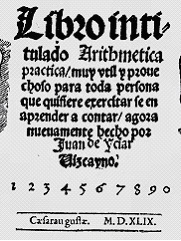
Forma e sequência da grafia medieval dos algarismos arábicos que aparecem na página de título do Libro Intitulado Arithmetica Practica, por Juan de Yciar.

Um sistema de numeração é um conjunto de princípios constituindo o artifício lógico de classificação em grupos e subgrupos das unidades que formam os números. A base de um sistema de numeração é uma certa quantidade de unidades que deve constituir uma unidade de ordem imediatamente superior. Os sistemas de numeração têm seu nome derivado da sua base, ou seja, o sistema binário tem base dois, o sistema septimal tem base sete e o decimal tem base dez.
O princípio fundamental do sistema decimal é que dez unidades de uma ordem qualquer formam uma de ordem imediatamente superior. Depois das ordens, as unidades constitutivas dos números são agrupadas em classes, em que cada classe tem três ordens, em que cada ordem tem uma denominação especial, sendo idênticas às mesmas ordens de outras classes.
A primeira classe, a das unidades, tem as ordens das centenas, dezenas e unidades. A primeira ordem da primeira classe, ou seja, a ordem das unidades, corresponde aos números um, dois, três, quatro, cinco, seis, sete, oito e nove. A segunda ordem da primeira classe, a ordem das dezenas, corresponde aos números dez (uma dezena), vinte (duas dezenas), trinta (três dezenas), quarenta (quatro dezenas), cinquenta (cinco dezenas), sessenta (seis dezenas), setenta (sete dezenas), oitenta (oito dezenas) e noventa (nove dezenas), sendo cada um destes números dez vezes o número correspondente na ordem anterior. A terceira ordem da primeira classe, a ordem das centenas, corresponde aos números que vão de uma a nove centenas, ou seja, cem, duzentos, trezentos, quatrocentos, quinhentos, seiscentos, setecentos, oitocentos e novecentos. Analogamente, cada um destes números corresponde a dez vezes o correspondente na ordem anterior.
A segunda classe, a dos milhares, inclui a quarta, quinta e sexta ordens, que são, respectivamente, as unidades de milhar, dezenas de milhar e centenas de milhar. Seus nomes são os dos números da primeira classe, seguidos de milhares. Ou seja, a quarta ordem (unidades de milhar) corresponde a mil (ou um milhar), dois mil, etc, até nove mil, a quinta ordem, dezenas de milhar, vai de dez mil a noventa mil, e a sexta ordem, centenas de milhar, vai de cem mil a novecentos mil.
A terceira classe corresponde à dos milhões. A partir daí, segundo o texto de João José Luiz Viana adoptado no Brasil, as classes se chamam bilhões (quarta classe), trilhões (quinta classe), quatrilhões (sexta classe), quintilhões (sétima classe), sextilhões(oitava classe), septilhões (nona classe), octilhões (décima classe), nonilhões (décima primeira classe), etc. Em Portugal, considera-se bilião como milhão de milhão, trilião como milhão de milhão de milhão (milhão de bilião) etc.
Os nomes dos números inteiros compreendidos entre dez e vinte, entre vinte e trinta, etc, até os compreendidos entre noventa e cem, são formados pelos nomes das unidades de segunda ordem, seguidos dos nomes das unidades de primeira ordem: dez e um, dez e dois, ..., dez e nove, vinte e um, …, …, noventa e nove; em lugar de dez e um, …, dez e cinco, diz-se onze, doze, treze, quatorze (ou catorze) e quinze.
Os nomes dos noventa e nove números compreendidos entre cada dois da terceira ordem, ou seja, os números entre cem e duzentos, ou entre duzentos e trezentos, etc, são formados dos números da unidade de terceira ordem seguidos dos nomes dos 99 primeiros números inteiros, e são cento e um, cento e dois, …, cento e noventa e nove, duzentos e um, duzentos e dois, duzentos e três, ..., duzentos e noventa e nove, trezentos e um, trezentos e dois, trezentos e três, ..., novecentos e noventa e nove.

## Notação decimal
Para escrever números, o sistema decimal usa dez dígitos decimais, um marcador decimal, e, para números negativos, um sinal de menos "-". Os dígitos decimais são 0, 1, 2, 3, 4, 5, 6, 7, 8, 9;    o separador decimal é o ponto "." em muitos países, mas também uma vírgula "," em outros países.
Para representar um número não negativo, um numeral decimal consiste em:
a) uma sequência (finita) de dígitos (como "2021"), em que toda a sequência representa um número inteiro, e cada dígito em uma posição subsequente (lido da direita para a esquerda) está multiplicado por uma potência de 10, começando do 0:
{\displaystyle 2\cdot 10^{3}+0\cdot 10^{2}+2\cdot 10^{1}+1\cdot 10^{0}}
A expressão geral é descrita como:  {\displaystyle a_{m}a_{m-1}\cdots a_{0}}  representa o número {\displaystyle a_{m}10^{m}+a_{m-1}10^{m-1}+...+a_{0}10^{0}}. Onde o índice “m” representa a posição decimal de cada dígito, sendo o “m = 0” a casa das unidades, o “m = 1” das dezenas, e assim por diante.
b) ou um marcador decimal separando duas sequências de dígitos (como "20.70828"). Para números que estão após o marcador decimal, cada dígito subsequente também será multiplicado por uma potência de 10, porém o seu expoente será menor que 0 e avançará de forma decrescente conforme as casas decimais crescem para a direita.
{\displaystyle 20.70828=2\cdot 10^{1}+0\cdot 10^{0}+7\cdot 10^{-1}+0\cdot 10^{-2}+8\cdot 10^{-3}+2\cdot 10^{-4}+8\cdot 10^{-5}}
ou
{\displaystyle 20.70828=2\cdot 10^{1}+0\cdot 10^{0}+7\cdot {\frac {1}{10^{1}}}+0\cdot {\frac {1}{10^{2}}}+8\cdot {\frac {1}{10^{3}}}+2\cdot {\frac {1}{10^{4}}}+8\cdot {\frac {1}{10^{5}}}}
De forma geral o numeral  {\displaystyle a_{m}a_{m-1}\cdots a_{0}.b_{1}b_{2}\cdots b_{n}}  representa o número:  {\displaystyle a_{m}10^{m}+a_{m-1}10^{m-1}+...+a_{0}10^{0}+{\frac {b_{1}}{10^{1}}}+{\frac {b_{2}}{10^{2}}}+...+{\frac {b_{n}}{10^{n}}}}
Se m> 0, isto é, se a primeira sequência contém pelo menos dois dígitos (unidades e dezenas), geralmente assume-se que o primeiro dígito {\textstyle a_{m}} não é zero. Em algumas circunstâncias, pode ser útil ter um ou mais zeros à esquerda; isso não altera o valor representado pelo decimal: por exemplo, 3,14 = 03,14 = 003,14. Da mesma forma, se o dígito final à direita da marca decimal for zero, isto é, se    {\textstyle b_{n}} = 0, ele pode ser removido; inversamente, zeros finais podem ser adicionados após a marca decimal sem alterar o número representado; por exemplo, 15 = 15,0 = 15,00 e 5,2 = 5,20 = 5,200.
Para representar um número negativo, um sinal de menos é colocado antes (à esquerda) de {\displaystyle a_{m}}.
A parte inteira de um numeral decimal consiste nos dígitos escritos à esquerda do separador decimal (consulte também truncamento). À direita do separador decimal está a parte fracionária, que é igual à diferença entre o numeral e sua parte inteira, por exemplo 2.718 - 2 = 0.718.
Quando a parte integral de um numeral é zero, pode ocorrer, normalmente na computação, que a parte inteira não seja escrita (por exemplo, 1234, em vez de 0,1234). Na escrita normal, isso geralmente é evitado, devido ao risco de confusão entre a casa decimal e outra pontuação.
Em resumo, a contribuição de cada dígito para o valor de um número depende de sua posição no numeral. Ou seja, o sistema decimal é um sistema numeral posicional.

## Frações decimais
As frações decimais (denominadas algumas vezes de números decimais, especialmente em contextos envolvendo frações explícitas) são números racionais que podem ser expressos como uma fração cujo denominador é uma potência de base 10. Por exemplo, os decimais 0.8, 14.89, 0.00024, 1.618, 3.14159 são representados pelas frações {\displaystyle {\frac {8}{10}},{\frac {1489}{100}},{\frac {24}{100000}},{\frac {1618}{1000}}} e {\displaystyle {\frac {314159}{100000}},} e são, portanto, números decimais.
Geralmente, um decimal com n dígitos após o separador de casas decimais é representado pela fração com denominador {\displaystyle 10^{n}} e com numerador pelo número inteiro obtido removendo o separador.
Portanto, um número é uma fração decimal somente se, ele possuir uma representação decimal finita.
Expressos como uma fração decimal totalmente reduzida, os números decimais são aqueles cujo denominador é o produto de uma potência de base 2 com uma potência de base 5. Dessa forma, os menores denominadores dos números decimais são:
{\displaystyle 1=2^{0}}• {\displaystyle 5^{0},} {\displaystyle 2=2^{1}}• {\displaystyle 5^{0},} {\displaystyle 4=2^{2}}• {\displaystyle 5^{0},} {\displaystyle 5=2^{0}}• {\displaystyle 5^{1},} {\displaystyle 8=2^{3}}• {\displaystyle 5^{0},} {\displaystyle 10=2^{1}}• {\displaystyle 5^{1}}.

## Aproximação de números reais
Os números decimais não permitem uma representação exata para todos os números reais, por exemplo, para o número real π. No entanto, eles permitem aproximar cada número real com qualquer precisão desejada, por exemplo, o decimal 3,14159 se aproxima do real π, sendo menor que 10-5, portanto, decimais são amplamente usados na ciência, engenharia e na vida cotidiana.
Mais precisamente, para todo número real x, e todo inteiro positivo n, há dois decimais L e u com no máximo n dígitos após a casa decimal tais que L ≤ x ≤ u e (u - L) = 10- n.
Os números são frequentemente obtidos como resultado de medições. Como as mesmas estão sujeitas à incerteza de medição com um limite superior conhecido, o resultado de uma medição é bem representado por um decimal com n dígitos após a casa decimal, assim que o erro de medição absoluto é limitado de cima por 10- n. Na prática, os seus resultados são frequentemente fornecidos com um certo número de dígitos após a vírgula decimal, que indica os limites de erro. Por exemplo, embora 0,080 e 0,08 denotem o mesmo número, o numeral decimal 0,080 sugere uma medição com um erro menor que 0,001, enquanto o numeral 0,08 indica um erro absoluto limitado por 0,01. Em ambos os casos, o valor verdadeiro da quantidade medida pode ser, por exemplo, 0,0803 ou 0,0796 (ver também algarismos significativos).

## Expansão decimal infinita
Para um número real x e um inteiro n ≥ 0, seja {\displaystyle [x]_{n}} denotar a expansão decimal (finita) do maior número que não seja maior que x que tem exatamente n dígitos após a casa decimal. Deixe  {\displaystyle d_{i}} denotar o último dígito de {\displaystyle [x]_{i}}. É simples ver que {\displaystyle [x]_{n}} pode ser obtido anexando  {\displaystyle d_{n}} a direita de {\displaystyle [x]_{n-1}}. Assim se tem
{\displaystyle [x]_{n}} = {\displaystyle [x]_{0}}.{\displaystyle d_{1}}{\displaystyle d_{2}}...{\displaystyle d_{n-1}}{\displaystyle d_{n}},
e a diferença de {\displaystyle [x]_{n-1}} e {\displaystyle [x]_{n}} ascende a
{\displaystyle \left\vert [x]_{n}-[x]_{n-1}\right\vert } = {\displaystyle d_{n}}.{\displaystyle 10^{-n}<10^{-n+1}},
que é 0, se {\displaystyle d_{n}} = 0, ou fica arbitrariamente pequeno quando n tende ao infinito.
De acordo com a definição de um limite, x é um limite de {\displaystyle [x]_{n}} quando n tende para o infinito. Isto é escrito como x ={\displaystyle \lim _{n\to \infty }[x]_{n}} ou x = {\displaystyle [x]_{0}}.{\displaystyle d_{1}}{\displaystyle d_{2}}...{\displaystyle d_{n}}..., que é chamada de expansão decimal infinita de x.
Por outro lado, para qualquer inteiro {\displaystyle [x]_{0}} e qualquer sequência de dígitos {\displaystyle (d_{n})_{n=1}^{\infty }} a expressão (infinita) {\displaystyle [x]_{0}}.{\displaystyle d_{1}}{\displaystyle d_{2}}...{\displaystyle d_{n}}... é uma expansão decimal infinita de um número real x. Esta expansão é única se nem todos os {\displaystyle d_{n}} são iguais a 9 nem todos os {\displaystyle d_{n}} são iguais a 0 para n grandes o suficiente (para todo n maior que algum número natural N).
Se todo {\displaystyle d_{n}} para n>N for igual a 9 e {\displaystyle [x]_{n}}={\displaystyle [x]_{0}}.{\displaystyle d_{1}}{\displaystyle d_{2}}...{\displaystyle d_{n}}, o limite da sequência  {\displaystyle (x_{n})_{n=1}^{\infty }} é a fração decimal obtida pela substituição do último dígito que não é um 9, ou seja: {\displaystyle d_{N}} por {\displaystyle d_{N}}+1 e substituindo todos os 9s subsequentes por 0s (ver 0,999 ...).
Qualquer fração decimal, ou seja: {\displaystyle d_{n}}= 0 para n>N, pode ser convertida em sua expansão decimal infinita equivalente substituindo  {\displaystyle d_{N}} por {\displaystyle d_{N}}-1 e substituindo todos os 0s subsequentes por 9s (consulte 0,999 ...).
Em resumo, todo número real que não seja uma fração decimal tem uma expansão decimal infinita única. Cada fração decimal tem exatamente duas expansões decimais infinitas, uma contendo apenas 0s após alguma casa, que é obtido pela definição acima de {\displaystyle [x]_{n}}, e o outro contendo apenas 9s após alguma casa, que é obtido definindo {\displaystyle [x]_{n}} como o maior número que é menor que x, tendo exatamente n dígitos após a casa decimal.

## Números racionais
A divisão longa permite calcular a expansão decimal infinita de um número racional. Se o número racional for uma fração decimal, a divisão termina eventualmente, produzindo um numeral decimal, que pode ser prolongado em uma expansão infinita pela adição de um número infinito de zeros. Se o número racional não for uma fração decimal, a divisão pode continuar indefinidamente. No entanto, como todos os restos sucessivos são menores que o divisor, há apenas um número finito de restos possíveis e, após algum lugar, a mesma sequência de dígitos deve ser repetida indefinidamente no quociente. Ou seja, tem-se uma casa decimal repetida. Por exemplo,
{\displaystyle {\frac {1}{81}}=0,012345679012...}  (com o grupo 012345679 repetindo indefinidamente).
O inverso também é verdadeiro: se, em algum ponto da representação decimal de um número, a mesma sequência de dígitos começa a se repetir indefinidamente, o número é racional.
Por exemplo, se x for                    0,4156156156 ...,
então 10.000x é                      4156,156156156 ...
e 10x é                             4,156156156 ...
então 10.000x - 10x, ou seja, 9.990x, é  4.152,000000000 ...
e x é                                {\displaystyle {\frac {4152}{9990}}}
ou dividindo o numerador e o denominador por 6, {\displaystyle {\frac {692}{1665}}}.